# Sólo Paraíso - The Summer Songs
Sólo Paraíso - The Summer Songs es un EP en disco de vinilo de 10 pulgadas por Molly Nilsson editado el 28 de julio de 2014. Fue grabado en verano de 2014 en Buenos Aires, Argentina, fue el primer álbum de Nilsson registrado fuera de Berlín.

## Historia
Para la producción de Sólo Paraíso, Molly Nilsson "dio un paso fuera de su zona de confort en cuanto a grabación", así su nuevo trabajo fue escrito y grabado durante una estadía de dos meses en Buenos Aires en el verano de 2014, la canción "Blue Dolar" hace referencia al tipo de cambio ilegal que existía en el país, y "Plaza Italia" al espacio público del barrio de Palermo. Nilsson explicó: "Tengo muchos seguidores allí y de alguna manera logré conseguir una residencia de dos meses, lo cual fue ideal. Necesitaba trabajar en un lugar que fuera totalmente diferente a Berlín".

Fue muy, muy inspirador, musicalmente, solo porque conocí a muchas otras personas creativas y me alimenté de su energía. Estar en un entorno totalmente nuevo y ver las cosas con nuevos ojos es una sensación increíble; todo puede convertirse en poesía cuando no lo entiendes.
Molly Nilsson.

## Lanzamiento
Sólo Paraíso - The Summer Songs se lanzó exclusivamente en vinilo el 28 de julio de 2014. A diferencia de otros lanzamientos de Molly Nilsson, no está disponible como descarga digital ni en plataformas de transmisión a partir de 2023. En 2024 se reeditó el EP en formato de disco de vinilo, pero con una portada diferente a la original, en alusión al sol de mayo de la bandera Argentina. En una de las etiquetas del disco aparece la leyenda en español: "dedicado a todo el pueblo trabajador de Argentina. La lucha continúa, siempre".

## Crítica
Joe Goggins escritor de Loud and Quiet, se refirió a Sólo Paraíso como un "EP impecable" en su reseña del álbum posterior Zenith de Molly Nilsson. El crítico para Norman Records "recomendó de inmediato" el lanzamiento, mientras elogiaba la "entrega vocal impresionantemente terrenal y profunda" y composición de Nilsson.

## Lista de canciones
Todas las canciones escritas y compuestas por Molly Nilsson. 
| Lado A |                     |          |  |
| N.º    | Título              | Duración |  |
| 1.     | «Summer cats»       | 3:10     |  |
| 2.     | «Perfect past»      | 3:36     |  |
| 3.     | «Punks in paradise» | 3:04     |  |
| 4.     | «Plaza Italia»      | 3:35     |  |

| Lado B |                      |          |  |
| N.º    | Título               | Duración |  |
| 5.     | «Blue dolar»         | 3:10     |  |
| 6.     | «Máximo says»        | 3:19     |  |
| 7.     | «Bar Roma»           | 2:05     |  |
| 8.     | «Malaysian Airlines» | 3:17     |  |